# LOONA
A LOONA egy Dél-Koreai K-POP banda a Blockberry Creative alatt. Tizenkét tagjuk van, mind a tizenkettőt havonta mutatták be különböző szólókkal. Koreai nevük Idarui Sonyeo (이달의 소녀) vagyis a "Hónap lánya". Három alegységük van, LOONA 1/3, Odd Eye Circle és yyxy.

## Nevük

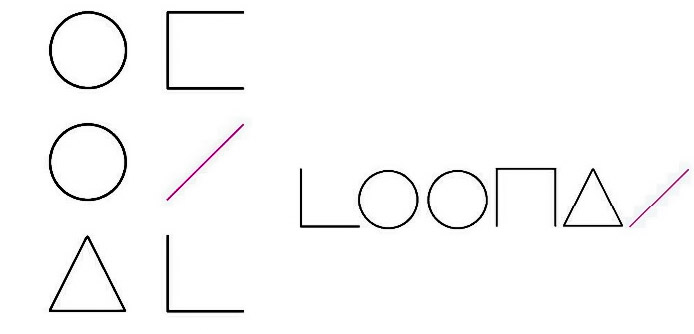

A LOONA latin betűs neve a koreai hangul ábécéből jött (ㅇㄷㅇㅅㄴ). Ezek a betűk megtalálhatók a banda koreai nevében is, mint minden blokk első karaktere. Ha a betűket másképp rakjuk össze, mint ㄴㅇㅇㄷㅅ, megkapjuk a jelenlegi nevüket. Néha Idal Sora rövidítik le (이달소), emellett LOOΠΔ-ként is stilizálják.. Nevük Japánul Kongecu no Shodzso (今月の少女), Kínaiul pedig Běnyuè Shàonǚ (Chinese: 本月少女).
Nevük reprezentálja, ahogyan a lányokat hónaponként mutatták be.

## Történetük

### 2014-2016
Mielőtt kiválasztották a tagokat, a LOONA koncepcióját egy Jaden Jeong nevű férfi fejlesztette ki. A "Hónap lánya" ötlet megvolt, de egyetlen cég sem volt hajlandó megcsinálni. Azonban a Polaris Entertainment úgy döntött, megpróbálkoznak vele, majd létrejött a Blockberry Creative, a testvércégük, 2016 elején. A céljuk ezzel a projekttel egy stabil rajongótábor elérése volt, még a banda teljes debütálása előtt.
Egy 2018-as interjúban kiderült, hogy az összes szóló projekt körülbelül tízmillió dollárba került. Ezt egy hatalmas cég segítségével tudták kifizetni, akik hajlandóak voltak szponzorokat szerezni nekik Japánból, Koreából és Amerikából.

## Tagok
| Név                              | Állat            | Szín              | Hónap    | Forgatási helyszín | Szupererő      | Gyümölcs  |
| -------------------------------- | ---------------- | ----------------- | -------- | ------------------ | -------------- | --------- |
| Jeon Heejin (전희진)             | Nyúl             | rózsaszín         | Október  | Párizs             |                |           |
| Kim Hyunjin (김현진)             | Macska           | sárga             | November | Tokió              |                |           |
| Jo Haseul (조하슬)               | Fehér madár      | zöld              | December | Izland             |                |           |
| Im Yeojin (임여진)               | Béka             | narancssárga      | Január   | Tajvan             |                |           |
| Wong Kahei (Vivi) (黃珈熙)       | Szarvas          | világos rózsaszín | Április  | Puszan             |                |           |
| Kim Jungeun (Kim Lip) (김정은)   | Bagoly           | vörös             | Május    |                    | Időutazás      |           |
| Jung Jinsoul (정진솔)            | Sziámi harcoshal | kék               | Június   |                    | Teleportáció   |           |
| Choi Yerim (Choerry) (최예림)    | Gyümölcsdenevér  | lila              | Július   |                    | Dimenzióutazás |           |
| Ha Sooyoung (Yves) (하수영)      | Hattyú           | mélyvörös         | November |                    |                | Alma      |
| Kim Jiwoo (Chuu) (김지우)        | Pingvin          | barack            | December |                    |                | Eper      |
| Park Chaewon (Gowon) (박채원)    | Pillangó         | édenzöld          | Január   |                    |                | Ananász   |
| Son Hyejoo (Olivia Hye) (손혜주) | Farkas           | ezüst             | Március  |                    |                | Vérszilva |

### Alegységek
| Név                                       | Koncepció    | Tagok                         |
| ----------------------------------------- | ------------ | ----------------------------- |
| LOONA 1/3 (이달의 소녀 1/3)               | Ártatlan     | Heejin, Hyunjin, Haseul, Vivi |
| ODD EYE CIRCLE (이달의 소녀 오드아이써클) | "Girl crush" | Kim Lip, Jinsoul, Choerry     |
| yyxy (이달의 소녀 yyxy)                   | Fiatalság    | Yves, Chuu, Gowon, Olivia Hye |

Yeojin egy alegységben sincs benne, de elfogadott tény, hogy ő reprezentálja az 1/3-ban a "/" jelet 